# NGC 385
NGC 385 là một thiên hà dạng hạt đậu nằm trong chòm sao Song Ngư. Nó được phát hiện vào ngày 4 tháng 11 năm 1850 bởi Bindon Stoney. Nó được Dreyer mô tả là "khá mờ nhạt, khá nhỏ, tròn, phía đông bắc của 2.", cái còn lại là NGC 384. Cùng với các thiên hà NGC 375, NGC 379, NGC 382, NGC 383, NGC 384, NGC 386, NGC 387 và NGC 388, NGC 385 tạo thành cụm thiên hà có tên Arp 331.